# Будзяже
Будзяже (пол. Budziarze) — село в Польщі, у гміні Біща Білґорайського повіту Люблінського воєводства. Населення — 59 осіб (2011).

## Історія
За даними етнографічної експедиції 1869—1870 років під керівництвом Павла Чубинського, населення села становили греко-католики, які розмовляли українською та польською мовами.
У 1921 році село входило до складу гміни Біща Білґорайського повіту Люблінського воєводства Польської Республіки.
У 1975—1998 роках село належало до Замойського воєводства.

## Демографія
За даними перепису населення Польщі 1921 року в селі налічувалося 57 будинків (з них 7 незаселених) та 225 мешканців, з них:
- 103 чоловіки та 122 жінки;
- 200 православних, 25 римо-католиків;
- 200 українців, 25 поляків.

Демографічна структура станом на 31 березня 2011 року:
|          | Загалом | Допрацездатний вік | Працездатний вік | Постпрацездатний вік |
| -------- | ------- | ------------------ | ---------------- | -------------------- |
| Чоловіки | 32      | 6                  | 20               | 6                    |
| Жінки    | 27      | 2                  | 14               | 11                   |
| Разом    | 59      | 8                  | 34               | 17                   |